# Pro Patria et Libertate Unione degli Sports Bustesi 1937-1938
Questa pagina raccoglie le informazioni riguardanti la Pro Patria et Libertate nelle competizioni ufficiali della stagione 1937-1938.

## Stagione
Nella stagione 1937-1938 la Pro Patria ha disputato il girone B di Serie C. Con 38 punti in classifica si è piazzata in quarta posizione. Dopo il Cav. Carlo Marcora che si è fatto da parte, rientra solo per questa stagione con la carica di presidente anche il Cav. Luigi Cozzi, confermando nel ruolo di allenatore il magiaro Imre János Bekey che lavora con serietà e profitto.
Il centrocampo bustocco ha quali mattatori Vittorio Erba e Felice Renoldi, mentre l'attacco fa riferimento ai veloci ed imprendibili Vittorio Barberis che realizza 13 reti, Piero Dondi con 11 centri, ed Arnaldo Fasoli che in sole otto partite realizza 6 reti. Nel torneo due squadre sono arrivate prime con 42 punti, Fanfulla e Piacenza, per ottenere la promozione con un solo pretendente, hanno dovuto ricorrere allo spareggio, che ha visto prevalere i bianconeri lombardi (2-1). I biancoblù hanno ceduto le armi con due sconfitte interne contro Varese e la SIAI Marchetti che ha sbancato il Comunale di Busto con una doppietta dell'ex Ermelindo Magugliani.

## Rosa
| N. |                   | Ruolo | Calciatore        |
| -- | ----------------- | ----- | ----------------- |
|    | Italia (bandiera) | P     | Nino Almasio      |
|    | Italia (bandiera) | A     | Vittorio Barberis |
|    | Italia (bandiera) | C     | Aldo Buratti      |
|    | Italia (bandiera) | A     | Mario Ceriani     |
|    | Italia (bandiera) | D     | Giancarlo Crespi  |
|    | Italia (bandiera) | D     | Fabio Del Bianco  |
|    | Italia (bandiera) | A     | Piero Dondi       |
|    | Italia (bandiera) | C     | Vittorio Erba     |
|    | Italia (bandiera) | A     | Arnaldo Fasoli    |
|    | Italia (bandiera) | A     | Ambrogio Guittini |
|    | Italia (bandiera) | C     | Mario Loetti      |

| N. |                   | Ruolo | Calciatore        |
| -- | ----------------- | ----- | ----------------- |
|    | Italia (bandiera) | A     | Flavio Maino      |
|    | Italia (bandiera) | A     | Stelio Malabotti  |
|    | Italia (bandiera) | C     | Gino Marazza      |
|    | Italia (bandiera) | A     | Emilio Massironi  |
|    | Italia (bandiera) | P     | Gino Merlo        |
|    | Italia (bandiera) | D     | Battista Padovan  |
|    | Italia (bandiera) | C     | Felice Renoldi    |
|    | Italia (bandiera) | A     | Piero Romagnolo   |
|    | Italia (bandiera) | P     | Angelo Rotondi    |
|    | Italia (bandiera) | C     | Antonio Severi    |
|    | Italia (bandiera) | C     | Gustavo Tremolada |

## Risultati

### Girone di andata
| Arbitro: | Limido (Milano) |

|          |           |                           |
| Cella 8’ | Marcatori | 24’ Severi 50’, 59’ Dondi |

| Arbitro: | Marini (Verona) |

|                 |           |                 |
| Renoldi 9’, 65’ | Marcatori | 37’ De Stefanis |

| Arbitro: | Savio (Torino) |

|            |           |               |
| Longhi 28’ | Marcatori | 63’ Tremolada |

| Arbitro: | Calvari (Milano) |

|              |           |             |
| Barberis 73’ | Marcatori | 25’ Argenta |

| Milano 24 ottobre 1937 5ª giornata | Alfa Romeo         | 0 – 0 | Pro Patria | Campo Sportivo Alfa Romeo\| Arbitro: \| Albanese (Taranto) \| |
| Arbitro:                           | Albanese (Taranto) |       |            |                                                               |

| Arbitro: | Viarengo (Asti) |

|                          |           |            |
| Tremolada 34’ Fasoli 64’ | Marcatori | 25’ Foglia |

| Arbitro: | Fuhrmann (Omegna) |

|  |           |                         |
|  | Marcatori | 53’ Barberis 73’ Fasoli |

| Busto Arsizio 21 novembre 1937 8ª giornata | Pro Patria     | 0 – 0 | Crema | Stadio Comunale\| Arbitro: \| Mendo (Verona) \| |
| Arbitro:                                   | Mendo (Verona) |       |       |                                                 |

| Arbitro: | Vettori (Pisa) |

|  |           |                                                 |
|  | Marcatori | 3’, 12’, 58’ Fasoli 25’, 65’ Barberis 39’ Dondi |

| Arbitro: | Zanchi (Bergamo) |

|                         |           |  |
| Tremolada 30’ Dondi 89’ | Marcatori |  |

| Arbitro: | Rosso (Torino) |

|                                        |           |             |
| Orsenigo 11’ Gelosa 42’ L. Mariani 74’ | Marcatori | 7’ Barberis |

| Arbitro: | Martelli (Bologna) |

|                                              |           |                                             |
| Barberis 12’ Dondi 40’ Fasoli 41’ Severi 76’ | Marcatori | 52’ Sardi II 57’ Sablich 83’ (aut.) Buratti |

| Arbitro: | Tagliapietra (Padova) |

|           |           |              |
| Torti 57’ | Marcatori | 32’ Barberis |

| Arbitro: | Mastrazzi (Brescia) |

|                                              |           |              |
| Guittini 15’ Dondi 33’, 85’ Longo 77’ (aut.) | Marcatori | 88’ Capolaro |

| Arbitro: | Marini (Verona) |

|                 |           |  |
| Severi 11’, 33’ | Marcatori |  |

### Girone di ritorno
| Arbitro: | Gardenghi (Brescia) |

|                                           |           |                         |
| Barberis 60’, 90’ Dondi 67’ Tremolada 81’ | Marcatori | 4’ Gaddoni 55’ Rossetti |

| Arbitro: | Ceccherini (Como) |

|                             |           |  |
| Q. Montanari 30’ Ravasi 82’ | Marcatori |  |

| Arbitro: | Garzena (Voghera) |

|             |           |             |
| Barberis 2’ | Marcatori | 35’ Vismara |

| Arbitro: | Camisasca (Milano) |

|                                            |           |                      |
| G. Arienti I 15’ Ducceschi 52’ Quarone 82’ | Marcatori | 30’ (rig.) Tremolada |

| Arbitro: | Savio (Torino) |

|                                      |           |  |
| Severi 34’ Guittini 42’ Barberis 64’ | Marcatori |  |

| Arbitro: | Moretti (Genova) |

|            |           |  |
| Cereda 18’ | Marcatori |  |

| Arbitro: | Tassini (Verona) |

|               |           |                     |
| Tremolada 49’ | Marcatori | 16’, 71’ Magugliani |

| Crema 20 marzo 1938 23ª giornata | Crema           | 0 – 0 | Pro Patria | Stadio Giuseppe Voltini\| Arbitro: \| Gorini (Milano) \| |
| Arbitro:                         | Gorini (Milano) |       |            |                                                          |

| Arbitro: | Bertolio (Torino) |

|                                                               |           |  |
| Barberis 19’, 26’ Tremolada 53’ (rig.) Dondi 64’ Guittini 76’ | Marcatori |  |

| Lecco 3 aprile 1938 25ª giornata | Lecco             | 0 – 0 | Pro Patria | Stadio di Via Cantarelli\| Arbitro: \| Anceschi (Genova) \| |
| Arbitro:                         | Anceschi (Genova) |       |            |                                                             |

| Arbitro: | Piglione (Reggio Emilia) |

|           |           |  |
| Dondi 24’ | Marcatori |  |

| Arbitro: | Coletti (Treviso) |

|             |           |  |
| Sardi II 6’ | Marcatori |  |

| Arbitro: | Bianchi (La Spezia) |

|                       |           |                         |
| Del Bianco 34’ (rig.) | Marcatori | 19’ Magni 87’ Boniforti |

| Arbitro: | Marini (Verona) |

|                |           |                       |
| Malinverno 23’ | Marcatori | 57’ Buratti 83’ Dondi |

| Arbitro: | Poggipollini (Ferrara) |

|                      |           |  |
| Maino 11’ Severi 47’ | Marcatori |  |